# Ingrid Boyeldieu
Ingrid Boyeldieu (Chaumont-en-Vexin, 7 febbraio 1977 – Pontoise, 24 luglio 2019) è stata una calciatrice francese, di ruolo attaccante.

## Biografia
Ingrid Boyeldieu è deceduta nella notte tra il 23 e il 24 luglio 2019, a seguito di una lunga malattia, a soli 42 anni.

## Carriera

### Club
Boyeldieu ha iniziato a giocare a calcio all'età di 10 anni in una formazione mista della cittadina dove cresce con i genitori, Chaumont-en-Vexin, nel dipartimento di Oise. Dopo aver smesso di giocare a calcio per dedicarsi al tennis, è tornata al calcio durante gli studi in Scienze motorie e sportive presso l'Università di Rouen. La sua carriera l'ha vista indossare le maglie di Évreux, Paris Saint-Germain, Hénin-Beaumont, Compiègne, Herblay FAS e Vexin, la sua terra natale, per poi chiudere la propria carriera nel 2018 con il Cergy Pontoise.

### Nazionale
Nella sua carriera aveva collezionato 4 presenze con la nazionale francese nel 2003, contro Cina, Danimarca, Finlandia e Paesi Bassi.

## Statistiche

### Presenze e reti nei club
Statistiche aggiornate al 1 giugno 2017.
| Stagione        | Squadra             | Campionato      | Campionato | Campionato | Coppe nazionali | Coppe nazionali | Coppe nazionali | Totale | Totale |
| Stagione        | Squadra             | Comp            | Pres       | Reti       | Comp            | Pres            | Reti            | Pres   | Reti   |
| --------------- | ------------------- | --------------- | ---------- | ---------- | --------------- | --------------- | --------------- | ------ | ------ |
| 2000-2001       | Évreux              | D2              | ?          | ?          | CF              | -               | -               | ?      | ?      |
| 2001-2002       | Paris Saint-Germain | D1              | 10+        | 16         | CF              | -               | -               | 10+    | 16     |
| 2002-2003       | Paris Saint-Germain | D1              | 9+         | 13         | CF              | -               | -               | 9+     | 13     |
| 2003-2004       | Paris Saint-Germain | D1              | 8          | 5          | CF              | -               | -               | 8      | 5      |
| 2004-2005       | Paris Saint-Germain | D1              | 22         | 10         | CF              | 2+              | 2               | 24+    | 12     |
| Totale Paris SG | Totale Paris SG     | Totale Paris SG | 49+        | 44         |                 | 2+              | 2               | 51+    | 46+    |
| 2005-2006       | Hénin-Beaumont      | D1              | 21         | 11         | CF              | -               | -               | 21     | 11     |
| 2006-2007       | Compiègne           | D1              | 20         | 12         | CF              | -               | -               | 20     | 12     |
| 2008-2009       | Paris Saint-Germain | D1              | 11         | 6          | CF              | -               | -               | 11     | 6      |
| 2009-2010       | Paris Saint-Germain | D1              | 11         | 5          | CF              | 5               | 1               | 16     | 6      |
| Totale Paris SG | Totale Paris SG     | Totale Paris SG | 22         | 11         |                 | 5               | 1               | 27     | 12     |
| 2010-2011       | Herblay FAS         | D3              | 6          | 5          | CF              | 1               | 1               | 7      | 6      |
| 2011-2012       | Herblay FAS         | D2              | 16         | 16         | CF              | 2               | 4               | 18     | 20     |
| Totale Herblay  | Totale Herblay      | Totale Herblay  | 22         | 21         |                 | 3               | 5               | 25     | 26     |
| 2012-2013       | Compiègne           | D2              | 9          | 4          | CF              | 1               | 1               | 10     | 5      |
| Totale carriera | Totale carriera     | Totale carriera | 143        | 103        |                 | 11              | 9               | 154    | 112    |